# Secret Story - Casa dos Segredos (1.ª edição)
A primeira edição do Secret Story - Casa dos Segredos em Portugal estreou em Outubro de 2010 na TVI. Foi a única edição do formato apresentada por Júlia Pinheiro, antes da apresentadora regressar à SIC.
A última gala foi no dia 31 de Dezembro, com a vitória do concorrente António, tendo sido 2.º, 3.º e 4.º classificados a Ana Isabel, Vera e Ivo, respetivamente.

## Emissão
| Programa        | Emissão                                | Apresentação                                 |
| --------------- | -------------------------------------- | -------------------------------------------- |
| Gala            | Domingo - 21h30                        | Júlia Pinheiro & Pedro Granger               |
| Nomeações       | Terça - 21h15                          | Júlia Pinheiro                               |
| Diário          | Segunda, Quarta, Quinta, Sexta - 21h15 | Pedro Granger e Leonor Poeiras               |
| Diário da Tarde | Segunda a Sexta - 18h30                | Leonor Poeiras                               |
| Extra           | Segunda a Sexta - 00h50                | Pedro Granger e Leonor Poeiras               |
| Fim de Semana   | Sábado - 23h45                         | (apenas blocos de imagens, sem apresentador) |
| Directo         | Várias vezes ao longo do dia           | Locutores da TVI                             |
| TVI Direct      | Canal da assinatura MEO, 24h por dia   | (apenas imagem, sem apresentador)            |

## A Casa
- A Casa do Secret Story - Casa dos Segredos estava localizada na Venda do Pinheiro, mais especificamente na Asseiceira Grande. A Casa tinha 600 m² de área e o jardim 300 m².
- À entrada havia uma porta seguida da ante-câmara do jardim. Passando a porta, entrava-se concretamente na Casa, mais propriamente no jardim, que incluía uma piscina, onde se encontrava o Telefone Vermelho. Existia também um alpendre.
- Ao entrar na Casa, existia a sala, com o sofá vermelho virado para o plasma com a animação do olho do Secret Story. A Casa tinha dois quartos conhecidos (um verde e outro laranja) e entre eles a casa de banho.
- Em cada um dos quartos existem duas camas individuais e três camas de casal.
- Na casa de banho encontravam-se os lavabos, os chuveiros (cercados com vidro transparente) e o WC, que se encontrava numa divisão própria, onde apenas existe uma câmara. As imagens captadas pela câmara do WC apenas seriam mostradas caso houvesse alguma razão que justificasse.
- A cozinha possuía três mesas e um extenso balcão. Junto do frigorífico encontrava-se uma porta que dava acesso à despensa (à esquerda) e ao confessionário (à direita).
- O confessionário é a única divisão em que os concorrentes podem falar com A Voz. Cada um deve ir ao Confessionário uma vez por dia para desabafar sobre o que aconteceu nesse mesmo dia, a menos que A Voz os chame ao confessionário mais do que uma vez. É também aqui que está o Botão dos Segredos, o qual emite uma sirene quando pressionado, que denuncia que alguém está a tentar descobrir um segredo. Antes de terem acesso ao confessionário, os concorrentes devem pedi-lo à Voz pressionando um botão que se localiza ao lado da porta. As nomeações e as conversas nas galas também ocorrem aqui.

### Divisões secretas
- Quarto Secreto -  O acesso a este encontrava-se através de uma abertura rebaixada no confessionário. A seguir a esta entrada encontrava-se a porta para o quarto (a passagem entre a entrada e o quarto secreto nunca foi revelada por imagens). O quarto secreto tinha uma cama, uma mini-sala e uma casa-de-banho com lavabos, um chuveiro e WC.
- Sala Secreta - Os quatro finalistas tiveram acesso a esta sala, a fim de participarem de tarefas indicadas pela Voz.

## Concorrentes
- Ana, 24 anos, é de Guimarães e estava a terminar o curso de Direito.
- Andreia, 37 anos, é do Porto e era bancária.
- António, 28 anos, pastor, possuindo cordeiros, galinhas e vacas.
- Catarina, 20 anos, vem de Rio Tinto e estudava Gestão Hoteleira.
- Daniela, 23 anos. Nasceu em Trás-os-Montes mas mudou-se, aos cinco anos, para o Luxemburgo.
- Doriana, 20 anos, é de Porto Santo.
- Hugo F., 26 anos, é do Porto e Delegado de Informação Médica.
- Hugo M., 23 anos, é de Lisboa, estudava Desporto e Saúde e era instrutor de fitness.
- Ivo, era surfista. Foi comercial na empresa do pai, posteriormente ficou desempregado.
- Jade, 22 anos, nasceu em França e vivia, na época, em Coimbra.
- Joana, 23 anos, vivia em Lisboa.
- Renato, 26 anos, vivia na Pontinha e fazia essencialmente trabalhos como segurança.
- Vasco, 28 anos, vivia no Porto.
- Vítor, 37 anos, era do Porto e tinha duas profissões: modelo profissional e funcionário público.
- Vera, 21 anos, era de Sintra. Fazia trabalhos como modelo fotográfico e já havia dado aulas de hip hop.
- Zé Miguel, 34 anos, de Penafiel e era licenciado em Gestão.
- Mário, 26 anos, vivia na Pontinha.

## Entradas e eliminações
| Classificação | Classificação | Classificação       | Classificação        | Classificação           | Classificação | Classificação |
| #             | Concorrente   | Origem              | Entrada              | Saída                   | Nomeações     | Total Votos   |
| ------------- | ------------- | ------------------- | -------------------- | ----------------------- | ------------- | ------------- |
| 1             | António       | Baião               | 3 de Outubro de 2010 | 1 de Janeiro de 2011    | 2             | 5             |
| 2             | Ana Isabel    | Guimarães           | 3 de Outubro de 2010 | 1 de Janeiro de 2011    | 4             | 14            |
| 3             | Vera          | Cacém, Sintra       | 3 de Outubro de 2010 | 31 de Dezembro de 2010  | 0             | 7             |
| 4             | Ivo           | Lisboa              | 3 de Outubro de 2010 | 31 de Dezembro de 2010  | 1             | 3             |
| 5             | Andreia       | Porto               | 3 de Outubro de 2010 | 19 de Dezembro de 2010  | 2             | 10            |
| 6             | Hugo F.       | Águas Santas        | 3 de Outubro de 2010 | 12 de Dezembro de 2010  | 2             | 9             |
| 7             | Joana         | Serpa               | 3 de Outubro de 2010 | 5 de Dezembro de 2010   | 3             | 12            |
| 8             | Zé Miguel     | Irivo, Penafiel     | 3 de Outubro de 2010 | 28 de Novembro de 2010  | 2             | 8             |
| 9             | Vítor         | Cabo Verde          | 3 de Outubro de 2010 | 26 de Novembro de 20101 | 3             | 10            |
| 10            | Catarina      | Rio Tinto, Gondomar | 3 de Outubro de 2010 | 21 de Novembro de 2010  | 1             | 3             |
| 11            | Hugo M.       | Massamá, Sintra     | 3 de Outubro de 2010 | 14 de Novembro de 2010  | 1             | 4             |
| 12            | Jade          | França              | 3 de Outubro de 2010 | 7 de Novembro de 2010   | 1             | 8             |
| 13            | Renato        | Pontinha, Odivelas  | 3 de Outubro de 2010 | 31 de Outubro de 2010   | 2             | 5             |
| 14            | Daniela       | Luxemburgo          | 3 de Outubro de 2010 | 24 de Outubro de 2010   | 1             | 3             |
| 15            | Vasco         | Porto               | 3 de Outubro de 2010 | 17 de Outubro de 2010   | 1             | 3             |
| 16            | Doriana       | Porto Santo         | 3 de Outubro de 2010 | 11 de Outubro de 2010   | 1             | 4             |
| 17            | Mário         | Pontinha, Odivelas  | 3 de Outubro de 2010 | 7 de Outubro de 2010    | 1             | 0             |

Legenda
|  |             |
|  | Vencedor    |
|  | 2.º lugar   |
|  | Eliminado/a |
|  | Expulso     |
|  | Finalista   |

1 - Vítor estava nomeado (juntamente com Hugo F. e Zé Miguel), mas foi expulso antes da gala, por atitudes impróprias. O concorrente, bêbedo, partiu o microfone fornecido pela produção, puxou o cabelo e apertou o braço a Ana Isabel (tendo esta dito que estava a ser magoada), partiu um copo, empurrou Hugo F. e entornou a bebida em cima de Hugo F.. Porém, Hugo F. e Zé Miguel continuaram nomeados até à gala de eliminação, tendo sido eliminado o Zé Miguel.

## Nomeações e expulsões
A cada semana, os concorrentes nomeiam por género, alternando a cada semana. Em cada semana cada concorrente apto a nomear apenas pode nomear 2 pessoas.
|            | Sem 1                | Sem 1                 | Sem 2               | Sem 3                    | Sem 4                | Sem 5                    | Sem 6                                         | Sem 7                                     | Sem 8                   | Sem 9                    | Sem 10                                  | Sem 11                   | Sem 12                      | Sem 13                      | Votos recebidos |
| Dia 3      | Dia 5                |                       | Sem 2               | Sem 3                    | Sem 4                | Sem 5                    | Sem 6                                         | Sem 7                                     | Sem 8                   | Sem 9                    | Sem 10                                  | Sem 11                   | Sem 12                      | Sem 13                      | Votos recebidos |
| ---------- | -------------------- | --------------------- | ------------------- | ------------------------ | -------------------- | ------------------------ | --------------------------------------------- | ----------------------------------------- | ----------------------- | ------------------------ | --------------------------------------- | ------------------------ | --------------------------- | --------------------------- | --------------- |
| António    | Sem Nomeações        | Joana Doriana         | Não Elegível        | Vera Daniela             | Não Elegível         | Jade Ana Isabel          | Não Elegível                                  | Andreia Ana Isabel                        | Não Elegível            | Andreia Ana Isabel       | Não Elegível                            | Andreia Ana Isabel       | Vencedor (Dia 90)           | Vencedor (Dia 90)           | 5               |
| Ana Isabel | Sem Nomeações        | Não Elegível          | Vasco Renato        | Não Elegível             | Hugo M Renato        | Não Elegível             | António Zé Miguel                             | Salva na 2ª Volta                         | Ivo Zé Miguel           | Não Elegível             | Ivo                                     | Não Elegível             | 2º Lugar (Dia 90)           | 2º Lugar (Dia 90)           | 14              |
| Vera       | Sem Nomeações        | Não Elegível          | Zé Miguel Vítor     | Não Elegível             | Vítor Hugo F         | Não Elegível             | Hugo F Vítor                                  | Não Elegível                              | Hugo F Vítor            | Não Elegível             | Hugo F                                  | Não Elegível             | 3º Lugar (Dia 90)           | 3º Lugar (Dia 90)           | 7               |
| Ivo        | Sem Nomeações        | Ana Isabel Joana      | Não Elegível        | Ana Isabel Jade          | Imune                | Jade Ana Isabel          | Não Elegível                                  | Ana Isabel Catarina                       | Não Elegível            | Ana Isabel Joana         | Não Elegível                            | Ana Isabel Andreia       | 4º Lugar (Dia 90)           | 4º Lugar (Dia 90)           | 3               |
| Andreia    | Sem Nomeações        | Não Elegível          | Vítor Zé Miguel     | Não Elegível             | Vítor Hugo F         | Imune                    | António Zé Miguel                             | Não Elegível                              | Hugo F Zé Miguel        | Não Elegível             | António                                 | Não Elegível             | Eliminada (Dia 78)          | Eliminada (Dia 78)          | 10              |
| Hugo F.    | Sem Nomeações        | Jade Andreia          | Não Elegível        | Daniela Joana            | Salvo na 2ª Volta    | Vera Joana               | Não Elegível                                  | Joana Andreia                             | Não Elegível            | Joana Vera               | Não Elegível                            | Eliminado (Dia 71)       | Eliminado (Dia 71)          | Eliminado (Dia 71)          | 9               |
| Joana      | Sem Nomeações        | Não Elegível          | Renato Ivo          | Não Elegível             | Vítor Hugo F         | Não Elegível             | Hugo F Vítor                                  | Não Elegível                              | Vítor Hugo F            | Não Elegível             | Eliminada (Dia 64)                      | Eliminada (Dia 64)       | Eliminada (Dia 64)          | Eliminada (Dia 64)          | 12              |
| Zé Miguel  | Sem Nomeações        | Andreia Vera          | Não Elegível        | Andreia Daniela          | Não Elegível         | Catarina Jade            | Não Elegível                                  | Andreia Catarina                          | Não Elegível            | Eliminado (Dia 57)       | Eliminado (Dia 57)                      | Eliminado (Dia 57)       | Eliminado (Dia 57)          | Eliminado (Dia 57)          | 8               |
| Vítor      | Sem Nomeações        | Joana Doriana         | Não Elegível        | Andreia Vera             | Não Elegível         | Vera Joana               | Não Elegível                                  | Joana Andreia                             | Não Elegível            | Expulso (Dia 55)         | Expulso (Dia 55)                        | Expulso (Dia 55)         | Expulso (Dia 55)            | Expulso (Dia 55)            | 10              |
| Catarina   | Sem Nomeações        | Não Elegível          | Vasco Hugo M        | Não Elegível             | Renato Zé Miguel     | Não Elegível             | Zé Miguel António                             | Não Elegível                              | Eliminada (Dia 50)      | Eliminada (Dia 50)       | Eliminada (Dia 50)                      | Eliminada (Dia 50)       | Eliminada (Dia 50)          | Eliminada (Dia 50)          | 3               |
| Hugo M.    | Sem Nomeações        | Jade Vera             | Não Elegível        | Jade Ana Isabel          | Não Elegível         | Jade Ana Isabel          | Nomeado                                       | Eliminado (Dia 43)                        | Eliminado (Dia 43)      | Eliminado (Dia 43)       | Eliminado (Dia 43)                      | Eliminado (Dia 43)       | Eliminado (Dia 43)          | Eliminado (Dia 43)          | 4               |
| Jade       | Sem Nomeações        | Não Elegível          | Vasco Hugo M        | Não Elegível             | Hugo M Renato        | Não Elegível             | Eliminada (Dia 36)                            | Eliminada (Dia 36)                        | Eliminada (Dia 36)      | Eliminada (Dia 36)       | Eliminada (Dia 36)                      | Eliminada (Dia 36)       | Eliminada (Dia 36)          | Eliminada (Dia 36)          | 8               |
| Renato     | Nomeado              | Joana Ana Isabel      | Não Elegível        | Joana Ana Isabel         | Não Elegível         | Eliminado (Dia 29)       | Eliminado (Dia 29)                            | Eliminado (Dia 29)                        | Eliminado (Dia 29)      | Eliminado (Dia 29)       | Eliminado (Dia 29)                      | Eliminado (Dia 29)       | Eliminado (Dia 29)          | Eliminado (Dia 29)          | 5               |
| Daniela    | Sem Nomeações        | Não Elegível          | Vítor António       | Não Elegível             | Eliminada (Dia 22)   | Eliminada (Dia 22)       | Eliminada (Dia 22)                            | Eliminada (Dia 22)                        | Eliminada (Dia 22)      | Eliminada (Dia 22)       | Eliminada (Dia 22)                      | Eliminada (Dia 22)       | Eliminada (Dia 22)          | Eliminada (Dia 22)          | 3               |
| Vasco      | Sem Nomeações        | Joana Doriana         | Não Elegível        | Eliminado (Dia 15)       | Eliminado (Dia 15)   | Eliminado (Dia 15)       | Eliminado (Dia 15)                            | Eliminado (Dia 15)                        | Eliminado (Dia 15)      | Eliminado (Dia 15)       | Eliminado (Dia 15)                      | Eliminado (Dia 15)       | Eliminado (Dia 15)          | Eliminado (Dia 15)          | 3               |
| Doriana    | Sem Nomeações        | Não Elegível          | Eliminada (Dia 8)   | Eliminada (Dia 8)        | Eliminada (Dia 8)    | Eliminada (Dia 8)        | Eliminada (Dia 8)                             | Eliminada (Dia 8)                         | Eliminada (Dia 8)       | Eliminada (Dia 8)        | Eliminada (Dia 8)                       | Eliminada (Dia 8)        | Eliminada (Dia 8)           | Eliminada (Dia 8)           | 4               |
| Mário      | Nomeado              | Eliminado (Dia 5)     | Eliminado (Dia 5)   | Eliminado (Dia 5)        | Eliminado (Dia 5)    | Eliminado (Dia 5)        | Eliminado (Dia 5)                             | Eliminado (Dia 5)                         | Eliminado (Dia 5)       | Eliminado (Dia 5)        | Eliminado (Dia 5)                       | Eliminado (Dia 5)        | Eliminado (Dia 5)           | Eliminado (Dia 5)           | 0               |
|            |                      |                       |                     |                          |                      |                          |                                               |                                           |                         |                          |                                         |                          |                             |                             |                 |
| Nomeados   | Mário Renato         | Doriana Joana         | Vítor Vasco         | Ana Isabel Daniela       | Vítor Renato         | Jade Ana Isabel          | Hugo M António Zé Miguel                      | Andreia Catarina Joana                    | Hugo F Vítor Zé Miguel  | Ana Isabel Joana         | António Hugo F Ivo                      | Andreia Ana Isabel       | Ana Isabel António Ivo Vera | Ana Isabel António Ivo Vera |                 |
| Notas      | Ver nota 1           | Ver nota 2            | Ver nota 3          | Ver nota 4               | Ver nota 5           | Ver nota 6               | Ver nota 7                                    | Ver nota 8                                | Ver nota 9 e 10         | Ver nota 11              | Ver nota 12                             | Ver nota 13              | Ver nota 14                 | Ver nota 14                 |                 |
| Eliminado  | Mário 27% dos votos  | Doriana 68% dos votos | Vasco 69% dos votos | Daniela 62% dos votos    | Renato 73% dos votos | Jade 56% dos votos       | Hugo M 53% dos votos                          | Catarina 37% dos votos                    | Zé Miguel 62% dos votos | Joana 54% dos votos      | Hugo F 46% dos votos                    | Andreia 55% dos votos    | Ivo 12% dos votos           | Vera 17% dos votos          |                 |
| Eliminado  | Mário 27% dos votos  | Doriana 68% dos votos | Vasco 69% dos votos | Daniela 62% dos votos    | Renato 73% dos votos | Jade 56% dos votos       | Hugo M 53% dos votos                          | Catarina 37% dos votos                    | Zé Miguel 62% dos votos | Joana 54% dos votos      | Hugo F 46% dos votos                    | Andreia 55% dos votos    | Ana Isabel 28% dos votos    |                             |                 |
| Salvo      | Renato 73% dos votos | Joana 32% dos votos   | Vítor 31% dos votos | Ana Isabel 38% dos votos | Vítor 27% dos votos  | Ana Isabel 44% dos votos | Zé Miguel 29% dos votos António 18% dos votos | Joana 32% dos votos Andreia 31% dos votos | Hugo F 38% dos votos    | Ana Isabel 46% dos votos | António 29% dos votos Ivo 25% dos votos | Ana Isabel 45% dos votos | António 43% dos votos       | António 43% dos votos       |                 |

Nota 1 : O Mário e o Renato estão numa missão secreta juntos, relativa ao seu segredo. Eles são gémeos, e enquanto um deles está na casa, o outro está num quarto secreto (da casa). Eles vão trocando de sítio, os dois sob o nome de Renato. Se os outros concorrentes descobrirem que eles são gémeos antes do domingo seguinte, um deles é eliminado. Se ninguém descobrir, ficam os dois na Casa dos Segredos. O seu segredo foi descoberto no Dia 2 pela Ana Isabel.
Nota 2 : Nesta primeira nomeação, só os rapazes é que podem votar, sendo que só as raparigas podem ser nomeadas.
Nota 3 : Nesta segunda nomeação, só as raparigas é que podem votar, sendo que só os rapazes podem ser nomeados.
Nota 4 : Nesta terceira nomeação, só os rapazes é que podem votar, sendo que só as raparigas podem ser nomeadas.
Nota 5 : Nesta quarta nomeação, só as raparigas é que podem votar, sendo que só os rapazes podem ser nomeados.
O Ivo tem imunidade esta semana.
Houve um empate entre o Renato, o Vítor e o Hugo F. Foi desempatado com uma 2ª volta de nomeações, apenas com estes 3 concorrentes. A negrito estão as pessoas que as concorrentes nomearam na 2ª volta.
Nota 6 : Nesta quinta nomeação, só os rapazes é que podem votar, sendo que só as raparigas podem ser nomeadas.
A Andreia tem imunidade esta semana.
Nota 7 : Nesta sexta nomeação, só as raparigas é que podem votar, sendo que só os rapazes podem ser nomeados. Hugo M é automaticamente nomeado pela Voz, como penalização pelo descaso que tem votado aos reparos, ordens e Mandamentos da Voz.
Nota 8 : Nesta sétima nomeação, só os rapazes é que podem votar, sendo que só as raparigas podem ser nomeadas.
A Andreia foi nomeada na 1.ª volta de nomeações desta semana. Joana, Catarina e Ana I ficaram empatadas, tendo de ir a nomeações numa 2.ª volta. A negrito estão as pessoas que os concorrentes nomearam na 2.ª volta. Catarina e Joana voltaram a empatar. Segundo o regulamento do concurso, as duas ficam nomeadas esta semana, juntamente com a Andreia.
Nota 9 : Nesta oitava nomeação, só as raparigas é que podem votar, sendo que só os rapazes podem ser nomeados.
O Hugo F foi nomeado na 1.ª volta de nomeações desta semana. Vítor e Zé M ficaram empatados, tendo de ir a nomeações numa 2.ª volta. A negrito estão as pessoas que as concorrentes nomearam na 2.ª volta. Vítor e Zé M voltaram a empatar. Segundo o regulamento do concurso, os dois ficam nomeados esta semana, juntamente com o Hugo F..
Nota 10 : Vítor é expulso automaticamente pela Voz, após comportamentos violentos dentro da da casa na noite anterior. Hugo F. e Zé M. continuam nomeados.
Nota 11 : Nesta nona nomeação, só os rapazes é que podem votar, sendo que só as raparigas podem ser nomeadas.
Nota 12 : Nesta décima nomeação, só as raparigas é que podem votar, sendo que só os rapazes podem ser nomeados. Nesta nomeação, cada rapariga apenas pode nomear um rapaz.
Nota 13 : Nesta décima primeira nomeação, só os rapazes é que podem votar, sendo que só as raparigas podem ser nomeadas.
Nota 14 : Devido à expulsão (pela Voz) do Vítor na 8.ª semana, os quatro finalistas permaneceram na casa durante a 12.ª e 13.ª semanas, sem existirem nomeações nem eliminações. Apenas no dia 31 de Dezembro foi conhecido o grande vencedor da 1.ª edição do Secret Story em Portugal, o António.

## Segredos
O segredo de cada concorrente só era considerado realmente descoberto quando quem descobriu carregasse no botão.
Os segredos que têm o nome do/a concorrente a negrito são os únicos descobertos/confirmados pela produção.
| Segredo                                             | Concorrente        | Quem descobriu | Data da descoberta |
| --------------------------------------------------- | ------------------ | -------------- | ------------------ |
| Sou filho/a de uma figura pública.                  | Vasco              | 1              | 1                  |
| Tive um caso com um jogador de futebol da Selecção. | Vera               | Andreia        | Dia 65             |
| Fui acompanhante de luxo.                           | Andreia            | Ivo            | Dia 66             |
| Vivi 9 anos num convento.                           | Daniela            | 1              | 1                  |
| Somos um casal falso.                               | Hugo M. & Joana    | Jade           | Dia 18             |
| Sou cúmplice da "Voz".                              | Catarina           | Hugo F.        | Dia 46             |
| Somos namorados.                                    | Ana Isabel & Vítor | Renato         | Dia 25             |
| Tenho um transtorno obsessivo-compulsivo.           | Ivo                | António        | Dia 80             |
| Participei num assalto.                             | Jade               | 1              | 1                  |
| Posei nu/a numa revista.                            | Doriana            | 1              | 1                  |
| Tenho um irmão gémeo na casa.                       | Mário e Renato     | Ana Isabel     | Dia 2              |
| Tive experiências paranormais.                      | Hugo F.            | 1              | 1                  |
| Tive um bar de alterne.                             | António            | Ivo            | Dia 82             |
| Tive mais de 250 relacionamentos.                   | Zé Miguel          | 1              | 1                  |

1 - O/A concorrente saiu da casa antes do segredo ter sido descoberto pelos companheiros e foi revelado na Gala Semanal, pela apresentadora.

### Tentativas de descobertas de Segredos
Ocorreram 44 tentativas de revelação de segredos ao longo da 1.ª edição da Casa dos Segredos.
| Segredo                                                       | Concorrente        | Quem pensa que descobriu | Data da tentativa |
| ------------------------------------------------------------- | ------------------ | ------------------------ | ----------------- |
| Vivi num convento                                             | António            | Hugo F.                  | 3 de Outubro      |
| Tenho um irmão gémeo na Casa                                  | Renato             | Ana Isabel               | 4 de Outubro      |
| Sou bruxo                                                     | António            | Doriana                  | ?                 |
| Somos um casal falso                                          | Joana e Hugo M.    | Jade                     | 21 de Outubro     |
| Somos um casal verdadeiro                                     | Vítor e Ana Isabel | Renato                   | 28 de Outubro     |
| Estive numa missão de paz no Afeganistão                      | Hugo F.            | Jade                     | 3 de Novembro     |
| Sou cúmplice da Voz                                           | Ivo                | Hugo F.                  | 3 de Novembro     |
| Sou bissexual                                                 | Catarina           | Zé Miguel                | 4 de Novembro     |
| Sou virgem                                                    | António            | Hugo F.                  | 8 de Novembro     |
| Participei no Concurso para encontrar a mulher da minha vida  | António            | Andreia                  | 9 de Novembro     |
| Sou um galã                                                   | Zé Miguel          | Catarina                 | 10 de Novembro    |
| Penso ser o Homem Perfeito                                    | Hugo F.            | Zé Miguel                | 11 de Novembro    |
| Participei no Concurso para me casar                          | António            | Vítor                    | 11 de Novembro    |
| Eu sou um "Dom Juan"                                          | Hugo F.            | Hugo M.                  | 12 de Novembro    |
| Sofri uma violação                                            | Catarina           | Vera                     | 15 de Novembro    |
| Tenho o/a meu/minha ex na Casa                                | Hugo F.            | Ivo                      | 15 de Novembro    |
| Prevejo o futuro através de um dom                            | António            | Ana Isabel               | 17 de Novembro    |
| Sou homossexual                                               | Catarina           | Zé Miguel                | 18 de Novembro    |
| Sou cúmplice da voz                                           | Catarina           | Hugo F.                  | 18 de Novembro    |
| Sou cúmplice da Voz                                           | António            | Andreia                  | 24 de Novembro    |
| Participei na Casa para ser o garanhão da Casa                | António            | Vítor                    | 24 de Novembro    |
| Sou bissexual                                                 | Zé Miguel          | Ana Isabel               | 25 de Novembro    |
| Somos irmãos                                                  | Andreia e Ivo      | Zé Miguel                | 26 de Novembro    |
| Fomos um casal e viajámos para viver a nossa história de amor | Andreia e Ivo      | Joana                    | 30 de Novembro    |
| Sou bipolar                                                   | António            | Ivo                      | 30 de Novembro    |
| Eu nunca tive um caso com um jogador de futebol               | Andreia            | Hugo F.                  | 2 de Dezembro     |
| Sou descendente de famílias reais                             | António            | Ana Isabel               | 2 de Dezembro     |
| Sou cúmplice da Voz                                           | Hugo F.            | Ivo                      | 6 de Dezembro     |
| Já fui jogador da seleção nacional                            | Hugo F.            | António                  | 6 de Dezembro     |
| Já tive um relacionamento com um jogador da seleção nacional  | Andreia            | Hugo F.                  | 6 de Dezembro     |
| Já tive um relacionamento com um jogador da seleção nacional  | Vera               | Andreia                  | 7 de Dezembro     |
| Sou de famílias ricas                                         | Ivo                | Ana Isabel               | 8 de Dezembro     |
| Estive num seminário mas desisti                              | António            | Andreia                  | 8 de Dezembro     |
| Fui acompanhante de luxo                                      | Andreia            | Ivo                      | 8 de Dezembro     |
| O meu sonho é casar                                           | António            | Ana Isabel               | 13 de Dezembro    |
| Estive numa casa de correção                                  | Ivo                | António                  | 14 de Dezembro    |
| Fui abandonado                                                | Ivo                | António                  | 17 de Dezembro    |
| Já fui roubado                                                | Ivo                | António                  | 20 de Dezembro    |
| Já ganhei o bilhete da lotaria                                | António            | Ivo                      | 21 de Dezembro    |
| Tenho um transtorno compulsivo                                | Ivo                | António                  | 22 de Dezembro    |
| Tive um bar de alterne                                        | António            | Ivo                      | 24 de Dezembro    |

Legenda
     Está certo
     Carregou no botão, mas não jogou
     Está errado

## Missões Secretas
Hugo F. - Usar roupas de uma mala que lhe deram, durante 2 dias. Concluída. Ganhou 1000 €
Mário e Renato - Durante 2 dias, convencer os outros concorrentes que são um só. Falhada. Mário é eliminado
Vítor - Fazer Catarina cantar a música "Eu Tenho Dois Amores" de Marco Paulo. Concluída. Ganhou 100 €
Vera - Comportar-se da pior maneira, durante a refeição. Concluída. Ganhou 500 €
Jade - Fingir que está apaixonada por Vítor. Falhada. Perdeu 1000 €
Zé Miguel - Raptar o Mestre Yoda durante 24 horas e incriminar o Ivo. Falhada. Perdeu 500 €
Andreia - Proibir os concorrentes de entrarem no Quarto Verde. Concluída. Ganhou 10 €
Missão Colectiva - Não devem usar linguagem imprópria, nem sussurrar de modo a que não se perceba determinada conversa.Concluída.
Ivo - Em 8 horas, conseguir um beijo de todas as concorrentes. Falhada. Perdeu 1000 €
António - Convencer os outros concorrentes de que o seu primeiro amor platónico foi uma ovelha. Concluída. Ganhou 200 €
Missão Colectiva -  Recebem uma corda para saltar e o maior número de saltos seguidos feitos por todo o grupo em 2 minutos e meio, equivale ao tempo que vão poder gastar na despensa.Concluída. Conseguiram dar um salto.
Daniela - Seduzir Vasco. Concluída. Ganhou uma estadia numa suite de luxo com Vasco.
Vasco - Não falar ou interagir com Hugo M. por mais de 1 minuto, desprezando-o, até a "Voz" encerrar a missão. O concorrente foi expulso antes de acabar a missão.
Hugo M. - Em 48 horas, ensinar António a nadar. Falhada. Perdeu 1000 €
Missão Colectiva - Responder a perguntas sobre matemática.Concluída. Ganharam tabaco.
Ana Isabel - Convencer Hugo F. de que não namora com Vítor. Concluída
Missão Colectiva - Cada um tem 30 minutos para elaborar uma teoria sobre uma das frases que está nos Galos. Melhor Teoria: António
Missão Colectiva - Cada concorrente terá de dar 100 saltos à corda sem parar quando assim lhes for indicado. Concluída. Ganharam máquinas para fazer exercício
Vítor - Descobrir a cor da roupa interior de Catarina. Concluída. Ganhou 300 €
Zé Miguel - Descobrir a cor da roupa interior da Jade. Concluída. Ganhou 300 €
Missão Colectiva - Durante 1 semana, 2 concorrentes por dia terão de dar uma aula sobre o que sabem fazer melhor. Concluída. Renato é eleito o "Mestre entre Todos" e soma 1000 € à sua conta.
Missão Colectiva - Fazer um videoclip com a música 'Waka Waka'. Concluída.
Catarina - Fazer os outros concorrentes pensarem que Hugo F é o cúmplice da "Voz", até que um dos concorrentes carregue no botão e revele este falso segredo (Catarina é a verdadeira cúmplice). Falhada. A sua conta ficou a 0 €.
Catarina - Fazer desaparecer, de forma gradual, os cigarros da casa. Concluída Ganhou 1000 €
Hugo F. - Fazer a Ana Isabel  acreditar que ele gosta dela. Concluída. Ganhou 500 €
Vera - Fazer António acreditar que ela é a mulher certa para ele, e não a Jade. Concluída. Ganhou 500 €
Missão Colectiva - Durante 50 horas, os concorrentes terão de pedalar numa bicicleta para gerar energia para acender as lâmpadas e terão de trocar de posições sem deixar que a luz se apague. Concluída. Todos os concorrentes ganharam 200 € e um kit de massagens.
Ana Isabel e Ivo -  Fazer o jantar juntos Concluída. Cada um ganha 500 €
Missão Colectiva- Criar uma coreografia para a música oficial do Secret Story (estilo Bollywood). Concluída. Apresentaram a coreografia ao público.
Jade e Hugo F. - Convencer todos os concorrentes de que estão apaixonados. Concluída parcialmente. Ambos ganharam 500 €
Andreia - Seduzir Renato. Falhada. Perdeu 500 €
Hugo M. - Convencer todos os concorrentes a participarem numa aula de ginástica dada por si Falhada. Perdeu 700 €
Missão Colectiva - As mulheres farão uma escultura em barro do Yoda da Jade e os homens farão uma escultura do Porsche do Hugo F.. Concluída. A escultura da equipa feminina foi a melhor e, por isso, todas elas ganharam 300 €.
António - Fazer o maior número de pessoas na casa soltar uma gargalhada. Falhada. Perdeu 300 €
Vera - Cantar sem parar até que lhe doa a garganta. Concluída. Ganhou 500 €
Ivo - Utilizar o máximo de vezes a expressão "Lá estás tu com o teu mau feitio" e "my friend". Concluída
Missão Colectiva - Para celebrar o dia de Halloween, todos os concorrentes receberam uma abóbora que terão de decorar e fazer a melhor cara de terror. Concluída. Ana Isabel fez a melhor abóbora, adicionando à sua conta 1000 €.
Missão Colectiva - Todos os concorrentes tinham de fazer uma marioneta de outro concorrente. Concluída. No final todos fizeram um sketch.
Missão Colectiva - Desfile feminino. Concluída. Catarina ganha um kit de maquilhagem.
Missão Colectiva - Jogar ao jogo das setas. Concluída. Ganharam tempo para a despensa.
Missão Colectiva - Devem cortar legumes para doar a instiutuições de solidariadade. Concluída. Todos os grupos conseguiram e cada concorrente ganhou 1000 €
Catarina - Esconder os óculos brancos e o chapéu do Ivo.Concluída. Ganhou 500 €
António - Meter-se na vida de Ivo e Hugo F., ao ponto de os deixar chateados. Concluída. Ganhou 2000 €
Vera -  Dar uma aula de Hip Hop. Concluída. Ganhou 1000 €
Andreia - Fazer um inquérito a António e Hugo F. Falhada. Perdeu 2000 €
Missão Colectiva - Passar num círculo de uma baliza sem lhe tocar. Concluída. Acumularam tempo para a ida à despensa.
Ana Isabel - Levar os concorrentes para o interior da casa. Concluída. Ganhou 1000 €
Vera - Levar os concorrentes para o exterior da casa. Falhada. Perdeu 1000 €
Missão Colectiva - Todos os concorrentes têm a oportunidade de aprender a dançar Tango. Concluída. O melhor par foi a Joana e o Hugo M
Missão Colectiva - Não serem narcisistas. Falhada.Todos perdem 300 €
Missão Colectiva - Fazer a Árvore do Conhecimento. Concluída.
Hugo M. - Fazer o Jantar. Concluída. Ganha 1000 €
Joana - Pedir à Ana Isabel um copo de água e outros favores. Falhada.
Ana Isabel - Rejeitar os pedidos de Joana. Concluída.
Missão Colectiva - Contar um história da sua vida. Concluída.
Missão Colectiva - Distribuir os nomes pelos produtos do IKEA. Concluída.
Missão Colectiva - Apanhar o maior número de doces que caem , contá-los e comê-los. Concluída.
Vera e António - Quando ouvirem um cavalo relinchar, relinchar também. Concluída. Cada um ganha 1000 €

Catarina - Fazer malabarismo com três bolas. Concluída. Ganhou 1000 €.
Zé Miguel - Apanhar a maior quantidade de búzios que estão na piscina. Concluída. Ganharam tempo para a despensa.
Missão Colectiva - Ir buscar um peluche ao Confessionário, dar-lhe um nome, fazer que é o seu boneco de infância e fazer um apelo a favor da UNICEF. Concluída.
Andreia - Colocar picante na refeição da Joana. Falhada. Perdeu 1000 €.
Catarina - Colocar picante na refeição do Ivo. Falhada. Perdeu 1000 €.
Missão Colectiva - Tentar correr num balde com argamassa. Concluída. Das mulheres ganhou a Joana e dos homens ganhou o António.
Ana Isabel - Durante algumas horas estar vestida de noiva. Concluída. Ganhou 1000 €
Vítor - Fazer com que os outros concorrentes acreditem que desistiu. Concluída. Ganhou 5000 €. Vítor e Ana Isabel recebem estadia numa suite de luxo (da casa).
Missão Colectiva - Fazer uma sessão fotográfica. Concluída. Receberam as fotos.
Missão Colectiva - Fazer um sketch cómico. Concluída.
Joana, Andreia e Catarina - Durante uma hora têm de estar vestidas de galinhas e, cada vez que a galinha pisar o alvo, declamar um verso. Concluída.
Ivo - Terá de conseguir estar em contacto físico directo com pelo menos 5 concorrentes durante 5 minutos, no mínimo, com cada um. Concluída. Ganhou um jantar especial para si e para os concorrentes com quem teve contacto.
Missão Colectiva - Durante uma semana os concorrentes vão fazer uma alimentação saudável e exercício físico. Vencedor: António. Ganhou 1000 €.
Hugo F - Fingir que é sonâmbulo durante 4 noites. O concorrente terá que dizer frases que incentivem os colegas a ir carregar no botão.Concluída.Ganhou 2000 €
Zé Miguel - Tem uma bomba de mau cheiro escondida e tem que estar perto dos outros concorrentes. Concluída. Ganhou 1000 €.
Missão Colectiva - Construir uma sequência de peças de dominó com a frase "Secret Story".Concluída. Ganharam tempo para a Missão Despensa.
Hugo F - Deixar na piscina pistas falsas. Concluída. Ganhou ??? €
Missão Colectiva' - Desenhar num mural alguma coisa sobre o seu próprio segredo. Andreia pintou a figura mais ousada. Ganhou 1000 €
Vera e Vítor - Ter comportamentos imprevisíveis. Concluída. Vera ganha 1000 €
António - Esconder uma garrafa de champanhe. Concluída.
Joana - Encontrar a garrafa escondida por António. Concluída. Ganhou uma Festa de Inverno para todos.
Joana - Descobrir quem está debaixo das mantas. Concluída. Ganha 1500 €
Zé Miguel, Andreia e Ana Isabel - Imitar os concorrentes. Concluída. Cada um ganha 1000 €
Missão Colectiva - Praticar mini-golfe. Concluída. Serviu para a ida à despensa.
Vera - Nas madrugadas, acordar os colegas com o megafone. Concluída. Ganharam uma Festa do Pijama
Ana Isabel e Ivo - Dar falsos palpites sobre quem vão nomear ou quem a vai nomear.Concluída. Ana Isabel recebe 1000 €
Hugo F.' - Dizer às nomeadas que vão sair. Concluída. Ganhou ??
Hugo F - Mostrar-se carente à Andreia e dormir ao lado dela. Concluída. Ganhou 500 €
Vera - Animar a casa de tarde. Concluída. Ganhou 500 €
Todos os concorrentes - Convencerem um concorrente a jantar com ele. Concluída. Joana e António jantam sozinhos e Joana recebe 2000 €. Todos os outros perdem 1000€.
Missão Colectiva - Estarem todos juntos no mínimo grupos de três pessoas. Concluída. António e Ivo perdem 1000 €
Missão Colectiva - Não comer até A Voz mandar parar.Concluída.Puderam comer as iguarias que estavam na cozinha
Missão Colectiva -  Durante a tarde vão treinar para fazerem um vídeo Lip Dub, ou seja, um vídeo sem cortes com a música "A vida do Marinheiro. Concluída
Missão Colectiva - Escolher os concorrentes mais perfeitos da casa. Concluída. A Ana e o António ganham a missão
MIssão Colectiva - Fazer cachecóis em 4 dias ,através da técnica de tricot. Concluída. Ganharam tempo para a Missão Despensa e Andreia ganha 1000 €
Missão Colectiva - Cada concorrente deve revelar um talento escondido e ensiná-lo a outro concorrente. Concluída. António é vencedor e ganha 1000 €
Missão Colectiva - Têm que personalizar e decorar uma mesa. Concluída. Ivo tem a melhor mesa
Missão Colectiva - Têm que ser bem comportados durante todo o dia. Concluída. Ivo perde 2000€
Missão Colectiva - Construir um conto natalício com a ajuda de algumas palavras. Concluída. Andreia e António ganham e recebem 500 € cada um
Todos os concorrentes menos Ivo - Têm que esconder as roupas de Ivo e empresta-lhe algumas roupas. Concluída. Ivo recebe novamente a mala.
Missão Colectiva - Eles têm que ensaiar ¿Man, I Feel Like a Woman, de Shania Twain e elas têm que vestir fatos e usar óculos escuros para cantar Soul Man dos Blues Brothers. Concluída. Apresentaram as suas coreografias na Festa Tropical.
Missão Colectiva - Têm 10 minutos para encontrar letras escondidas pela Casa e formar uma palavra. Concluída. Fizeram um churrasco.
Andreia - Ter uma conversa com Ana e Ivo que deve terminar com um abraço. Concluída.
Vera - Deve ter uma conversa com Ana e outra com Hugo que termine da pior maneira. Concluída.Ganhou 1000 €
Missão Colectiva - Têm de ser estatuas durante algum tempo e interpretar um Deus. Concluída. Hugo F. ganha 1000 €
Vera e Hugo F - Têm que ser Cleópatra e César, respectivamente. Concluída.
Missão Colectiva - Têm que retirar as 14 maçãs da árvore e leva-las ao Confessionário. Concluída. Ivo e ana Isabel perdem 500 €,Andreia ganha 1000 €,António teve de pôr novamente a maçã no Confessionário, Hugo F. tem que dizer qual o 7º Mandamento da Voz e Vera é avisada pela voz que as pistas que dá são de segredos dentro da Casa.
Missão Colectiva - Têm que se organizar em pares mistos. O 5º concorrente será o treinador e apresentador. Todos devem conceber exercícios acrobáticos em que apenas um dos elementos do par toque no chão, ao estilo de Novo Circo. Concluída. Ana Isabel e Ivo ganham 500 € e António e Vera perdem 500 €.
Missão Colectiva - Devem construir um comboio eléctrico, para além dos carris, a estação e a paisagem. Concluída. Serviu para a Missão Despensa.
Missão Colectiva -  Vão receber figurinhas típicas do Presépio Tradicional Português e devem embrulhá-las e colocar etiquetas com dedicatórias aos seus mais queridos para entregar no Domingo na Gala. Concluída.
Ivo e António - O Pastor deve ser o maquinista e o Surfista deve ser a carga. António deve apitar quando o comboio o fizer e Ivo deve simplesmente seguir o concorrente de Baião. Concluída. Ivo perde 1000 €
Vera - Deve comportar-se como uma abelha. Concluída. Ganhou 1000 €
Andreia - Deve seguir e imitar o concorrente António. Concluída. Ganhou 1000 €
Ivo - Tem e reconquistar a admiração e amizade de Andreia ao longo da tarde. Falhada. Perderia 2000 € mas a Voz não lhe retirou dinheiro devido ao esforço feito pelo concorrente
Missão Colectiva -  Os concorrentes devem fazer o logo do Programa, mas sem usar as mãos. Concluída. Ganharam uma Festa.
Vera - Durante 30 minutos deve dar muitos elogios a António. Concluída. Ganhou 1000 €
Andreia, Ana Isabel e Ivo - Têm de resolver os problemas que existem entre si e «dar o exemplo» Concluída. Ivo perde 2000 € e todos perdem 500 €.
Missão Colectiva - Devem recordar memórias do passado e falar de uma história marcante de um Natal anterior. Concluída.
Missão Colectiva -  Devem comentar a opinião emitida no Confessionário, durante a semana. Concluída.
Missão Colectiva - Devem decorar as músicas de Natal que a "Voz" lhes deu e devem ensaiar em conjunto para mais tarde mostrarem o que sabem.
Missão Colectiva - Devem fazer lamparinas de papel com diferentes formas, tamanhos e feitios para lançar para a piscina. Concluída.
Missão Colectiva - Devem pintar as figuras do seu próprio Presépio. Concluída.
Ana Isabel - Supreender a Voz com alguma situação caricata. Concluída. Ganhou 40% de 1500 €
Missão Colectiva - Devem aprender e ensinar a reciclar. Concluída.
Missão Colectiva - Devem realizar uma aula de Ginástica. Concluída.
Ana Isabel - Deverá aproximar mais do que nunca da Vera. Concluída. Ganhou 1000 €
Missão Colectiva -  Devem ocupar-se do enfeite principal da mesa da consoada. Cada um terá que conceber um centro de mesa, sendo que o mais aplicado e criativo será devidamente recompensado. Concluída. Recebem um cabaz de Natal para todos.
Missão Colectiva - Fazer um presépio reciclado. Concluída
Ivo - Deve imitar a Veríssima. Concluída. Ganha 1500 €
MIssão Colectiva - Serem solidários. Concluída.
Missão Colectiva - Devem fazer um Fato de Pai Natal. Concluída.
Ana Isabel - Deve desajudar os colegas na Missão do Fato de Pai Natal. Falhada. Perdeu 1000 €
Missão Colectiva - Prepararem a mesa para a Consoada. Concluída.
Missão Colectiva - Fazerem de renas. Concluída.
Missão Colectiva - Durante a noite, devem confeccionar 500 sonhos e 500 filhós para os sem-abrigo. (O prémio é o sorriso dos sem-abrigo.)  Concluída.
Missão Colectiva - Durante as próximas 24 horas, o Telefone Vermelho não pode nunca tocar mais do que três vezes. Se tal suceder, ou seja, sem ninguém atender nesse espaço de tempo todos perdem dinheiro.Devem corresponder ao que a Voz pedir. Concluída. Perderam 20% do dinheiro das suas contas. 
Missão Colectiva - Devem esconderem-se de António e ele deve encontrá-los. Concluída. António perde 1000 €
Missão Colectiva - Elaborar o Manual de Sobrevivência do Secret Story. Concluída.
Ivo - Terá de colocar cinco questões em meia-hora para conseguir arrecadar mais alguns euros para a sua conta. Ana Isabel não se pode aperceber de nada. Falhada. Perdeu 2000 €
Ana Isabel - Fazer questões "parvas" a Ivo. Concluída. Ganhou 500 €
Missão Colectiva - Autografar um CD da Casa dos Segredos para entregar ao respectivo vencedor da Caricatura.  Concluída.
Missão Colectiva - Preparar e criar novos cocktails. Concluída.
Missão Colectiva - Remodelar o Quarto Secreto. Concluída.
Vera - Cantar sem parar. Concluída. Já pode ressonar à vontade.
António - Fazer acreditar que o bar de alterne foi rentável. Falhada, perdeu 500 €
Missão Colectiva - Debater quais os segredos que podiam ter existido. Falhada.
Missão Colectiva -  Aprender a brindar nestas e noutras línguas.
Missão Colectiva - Encontrar o 'tesouro'. Concluída.
Todos os concorrentes - Dizer repetidamente 'Isso é tão 2010' sem perceberem que estão em missão.
Todos as semanas existe a missão Despensa

## Saldos
Cada um dos 16 concorrentes entrou na Casa dos Segredos com 5000 €. Precisará desse dinheiro para tentar adivinhar os segredos dos concorrentes.
Para ganhar dinheiro os concorrentes têm que ter sucesso na execução das missões propostas pela "Voz", e perderão dinheiro se falharem no objectivo da missão, se violarem algum mandamento da "Voz" ou não obedecerem a alguma ordem da "Voz".
| Concorrente | 03/10  | 10/10  | 17/10  | 24/10  | 31/10  | 07/11  | 14/11   | 21/11   | 28/11   | 05/12   | 12/12   | 19/12   | 26/12   | 31/12          |
| ----------- | ------ | ------ | ------ | ------ | ------ | ------ | ------- | ------- | ------- | ------- | ------- | ------- | ------- | -------------- |
| António     | 5.000€ | 5.225€ | 3.425€ | 1.963€ | 2.263€ | 5.263€ | 11.585€ | 14.234€ | 19.855€ | 18.593€ | 27.905€ | 13.454€ | 13.815€ | 8.778€+50.000€ |
| Ana Isabel  | 5.000€ | 9.300€ | 0.550€ | 0.525€ | 0.300€ | 1.900€ | 2.900€  | 3.950€  | 2.475€  | 0.738€  | 1.769€  | 0.486€  | 1.193€  | 1.219€         |
| Vera        | 5.000€ | 4.500€ | 2.350€ | 1.350€ | 0.600€ | 7.600€ | 9.100€  | 5.750€  | 6.750€  | 5.750€  | 1.400€  | 3.100€  | 3.000€  | 2.160€         |
| Ivo         | 5.000€ | 3.900€ | 1.700€ | 1.300€ | 1.700€ | 6.269€ | 6.269€  | 3.134€  | 5.299€  | 1.311€  | 19.482€ | 30.478€ | 13.815€ | 8.147€         |
| Andreia     | 5.000€ | 4.100€ | 2.200€ | 1.625€ | 2.125€ | 3.125€ | 1.863€  | 0.862€  | 3.095€  | 15.578€ | 1.398€  | 3.055€  | ---     | ---            |
| Hugo F      | 5.000€ | 3.450€ | 0.950€ | 1.315€ | 2.450€ | 4.369€ | 7.340€  | 18.640€ | 21.241€ | 11.471€ | 11.487€ | ---     | ---     | ---            |
| Joana       | 5.000€ | 4.400€ | 3.600€ | 0.000€ | 1.000€ | 1.900€ | 3.850€  | 4.350€  | 5.350€  | 3.525€  | ---     | ---     | ---     | ---            |
| Zé Miguel   | 5.000€ | 4.900€ | 2.400€ | 1.850€ | 2.550€ | 2.775€ | 3.357€  | 2.178€  | 3.327€  | ---     | ---     | ---     | ---     | ---            |
| Vítor       | 5.000€ | 4.700€ | 0.200€ | 0.600€ | 0.000€ | 1.750€ | 1.375€  | 6.875€  | ---     | ---     | ---     | ---     | ---     | ---            |
| Catarina    | 5.000€ | 4.500€ | 2.500€ | 0.500€ | 1.400€ | 4.175€ | 1.938€  | 0.000€  | ---     | ---     | ---     | ---     | ---     | ---            |
| Hugo M      | 5.000€ | 4.700€ | 0.000€ | 0.000€ | 0.000€ | 1.000€ | 3.300€  | ---     | ---     | ---     | ---     | ---     | ---     | ---            |
| Jade        | 5.000€ | 4.100€ | 2.100€ | 1.150€ | 4.575€ | 3.288€ | ---     | ---     | ---     | ---     | ---     | ---     | ---     | ---            |
| Renato      | 5.000€ | 3.725€ | 0.625€ | 0.913€ | 4.238€ | ---    | ---     | ---     | ---     | ---     | ---     | ---     | ---     | ---            |
| Daniela     | 5.000€ | 3.900€ | 1.900€ | 1.250€ | ---    | ---    | ---     | ---     | ---     | ---     | ---     | ---     | ---     | ---            |
| Vasco       | 5.000€ | 4.400€ | 0.050€ | ---    | ---    | ---    | ---     | ---     | ---     | ---     | ---     | ---     | ---     | ---            |
| Doriana     | 5.000€ | 2.100€ | ---    | ---    | ---    | ---    | ---     | ---     | ---     | ---     | ---     | ---     | ---     | ---            |
| Mário       | ---    | ---    | ---    | ---    | ---    | ---    | ---     | ---     | ---     | ---     | ---     | ---     | ---     | ---            |

## Recordes da edição
| Número de concorrentes                                     | 17                                                 |
| Concorrente nunca nomeado(a)                               | Vera                                               |
| Concorrente mais vezes nomeado(a)                          | Ana Isabel - 4 nomeações                           |
| Concorrente que mais "sobreviveu" às nomeações             | Ana Isabel - "sobreviveu" a 4 nomeações            |
| Concorrente mais vezes imune                               | Andreia e Ivo - 1 imunidade                        |
| Concorrente eliminado(a) com menor percentagem             | Mário - 27% para salvar, contra 1 concorrente      |
| Concorrente eliminado(a) com maior percentagem             | Renato - 73% para expulsar, contra 1 concorrente   |
| Nomeado(a) com menor percentagem de voto                   | António - 18% para expulsar, contra 2 concorrentes |
| Expulsões                                                  | 1 - Vítor                                          |
| Finalista com mais dinheiro na final                       | António - 8.778 €                                  |
| Finalista com menos dinheiro na final                      | Ana Isabel - 1.219 €                               |
| Concorrente com mais dinheiro numa semana                  | Ivo - 30.478 € (12.ª semana)                       |
| Concorrente com menos dinheiro numa semana (excluindo 0 €) | Vasco - 50 € (3.ª semana)                          |

## Audiências das Galas
| Galas                  | Rating | Share | Espectadores |
| ---------------------- | ------ | ----- | ------------ |
| 03 de outubro de 2010  | 15,1%  | 48,5% | 1 428 000    |
| 10 de outubro de 2010  | 13,9%  | 41,3% | 1 314 500    |
| 17 de outubro de 2010  | 13,9%  | 43,8% | 1 314 500    |
| 24 de outubro de 2010  | 14,0%  | 43,6% | 1 324 000    |
| 31 de outubro de 2010  | 12,9%  | 43,9% | 1 220 000    |
| 07 de novembro de 2010 | 12,4%  | 39,4% | 1 172 700    |
| 14 de novembro de 2010 | 13,9%  | 43,0% | 1 314 500    |
| 21 de novembro de 2010 | 13,6%  | 41,2% | 1 286 200    |
| 28 de novembro de 2010 | 15,2%  | 44,7% | 1 437 500    |
| 31 de dezembro de 2010 | 18,2%  | 62,7% | 1 721 200    |
| MÉDIA                  | 14,3%  | 45,2% |              |

## CDSecret Story - Casa dos Segredos
1. Angélico Vieira & Diana Monteiro – "Casa dos Segredos (I Wanna Chat)"
2. Usher ft. Will.I.Am - "OMG"
3. Fergie ft. Ludacris - "Glamorous"
4. Steve Edwards - "Sky and Sand"
5. Pedro Cazanova - "First Love"
6. Alicia Keys - "Love Is Blind"
7. Adam Lambert - "Whataya Want From Me"
8. Dr1ve ft. Lúcia Moniz - "A Wish"
9. Yoav - "Beautiful Lie"
10. Angélico Vieira - "Bailarina"
11. Patrice - "Soulstorm"
12. Alborosie - "Dung a Babylon"
13. Dealema - "Metamorfose"
14. Survivor - "Eye Of The Tiger"
15. 3 Doors Down - "Kryptonite"
16. Chave D'Ouro - "Pai da Criança"
17. Nel Monteiro - "Azar na Praia"
18. Booty Full - "I wanna chat with you"